# Konstantin Ouchakov
Pour les articles homonymes, voir Ouchakov.
Konstantin Anatolievitch Ouchakov (en russe : Константин Анатольевич Ушаков) est un ancien joueur russe de volley-ball né le 24 mars 1970 à Omsk (oblast d'Omsk, alors en RSFS de Russie). Il mesure 1,98 m et jouait passeur. Il totalise 254 sélections en équipe de Russie.

## Biographie
Il est récipiendaire de l'Ordre de l'Amitié depuis le 19 avril 2001.

## Clubs
| Club                      | De        | À         |
| ------------------------- | --------- | --------- |
| Radiotekhnik Riga         | 1988-1989 | 1991-1992 |
| CSKA Moscou               | 1992-1993 | 1998-1999 |
| Lokomotiv Belgorod        | 1999-2000 | 1999-2000 |
| Trentino Volley           | 2000-2001 | 2000-2001 |
| Ziraat Bankası Ankara     | 2001-2002 | 2002-2003 |
| Dinamo Moscou             | 2003-2004 | 2004-2005 |
| Fakel Novy Ourengoï       | 2005-2006 | 2006-2007 |
| Dynamo-Yantar Kaliningrad | 2007-2008 | 2007-2008 |
| Oural Oufa                | 2008-2009 | 2009-2010 |
| Dinamo Krasnodar          | 2010-2011 | 2010-2011 |
| VK Kouzbass Kemerovo      | 2011-2012 | 2012-2013 |

## Palmarès

### Club et équipe nationale
- Jeux olympiques
  - Finaliste : 2000
- Championnat du monde
  - Finaliste : 2002
- Ligue mondiale (1)
  - Vainqueur : 2002
  - Finaliste : 1993, 1998, 2000
- Coupe du monde (2)
  - Vainqueur : 1991, 1999
- Championnat du monde des moins de 21 ans (1)
  - Vainqueur : 1989
- Championnat d'Europe (1)
  - Vainqueur : 1991
  - Finaliste : 1999, 2005
- Ligue européenne (1)
  - Vainqueur : 2005
  - Finaliste : 2004
- Championnat d'Europe des moins de 21 ans (1)
  - Vainqueur : 1988
- Coupe de la CEV (1)
  - Vainqueur : 2007
- Championnat de Russie (4)
  - Vainqueur : 1994, 1995, 1996, 2000
  - Vainqueur : 1993, 2004, 2005
- Coupe de Russie (1)
  - Vainqueur : 1994
  - Vainqueur : 2003, 2004, 2006, 2011

### Distinctions individuelles
- Meilleur passeur du Final Eight de la coupe de Russie 2011